# 有備館
1. 陸奥国仙台藩の一門家臣である岩出山城主家伊達氏の学問所。本項にて解説。
2. 長州藩が天保年間に明倫館とは別に江戸藩邸に建設した藩校。

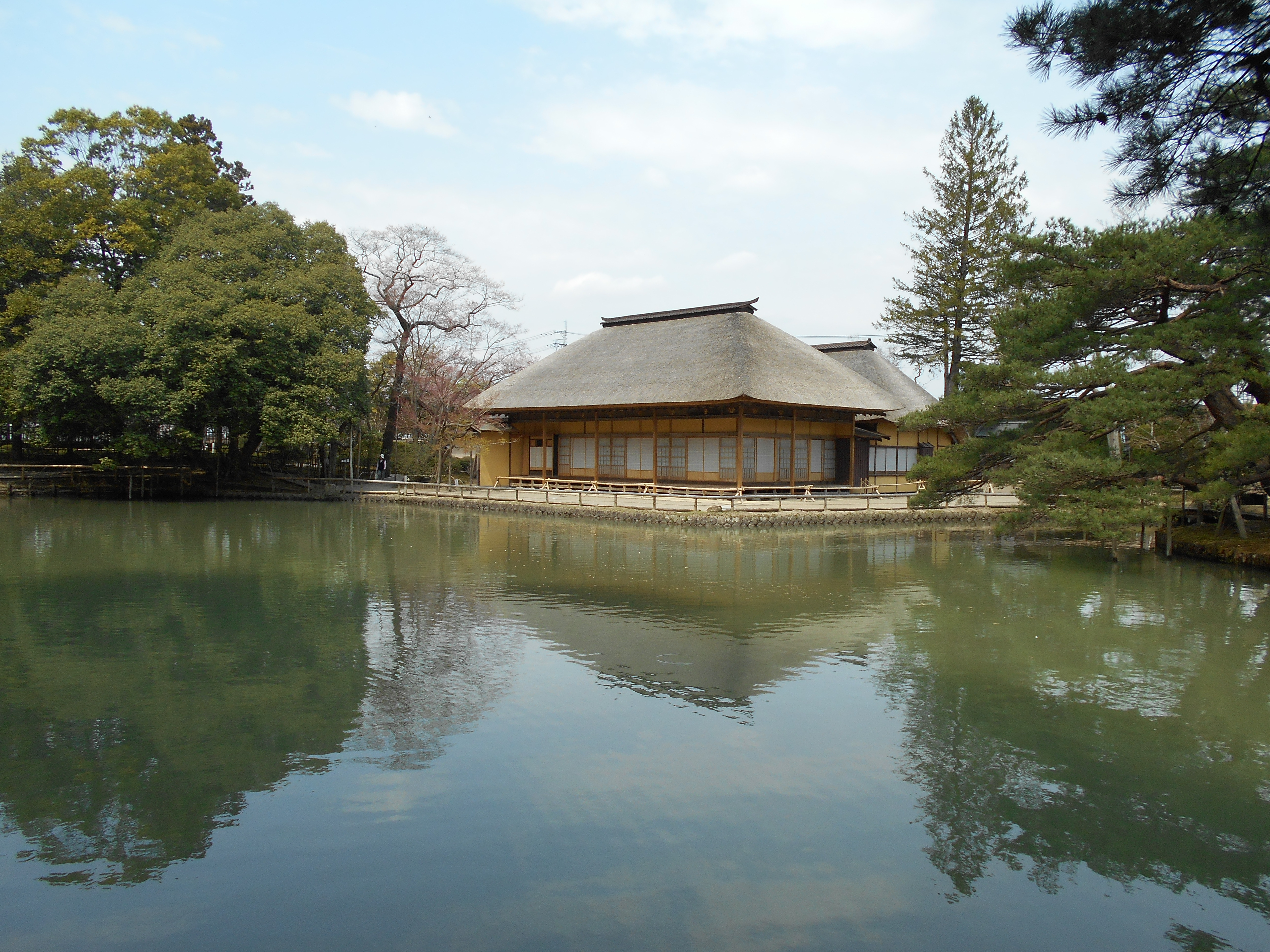
有備館と庭園（2016年4月撮影）

有備館（ゆうびかん）は、江戸時代の日本にあった教育施設。陸奥国玉造郡岩出山本郷（現在の宮城県大崎市）に置かれた仙台藩の学問所（寺子屋）。仙台藩（宮城県）における、後の小学校教育の祖となった学校であるが、直系・傍系を問わず、系譜を現在まで受け継いでいる学校は無い。後述の通り、建物自体は1633年に建築されたものであり、建物の歴史だけで言えば小学校相当の教育を行なった学校における日本最古の建物ということになる。
茅葺きの書院造の建物が現存し、日本最古の学問所建築である。庭園とともに「旧有備館および庭園」の名称で国の史跡および名勝に指定されている。

## 沿革

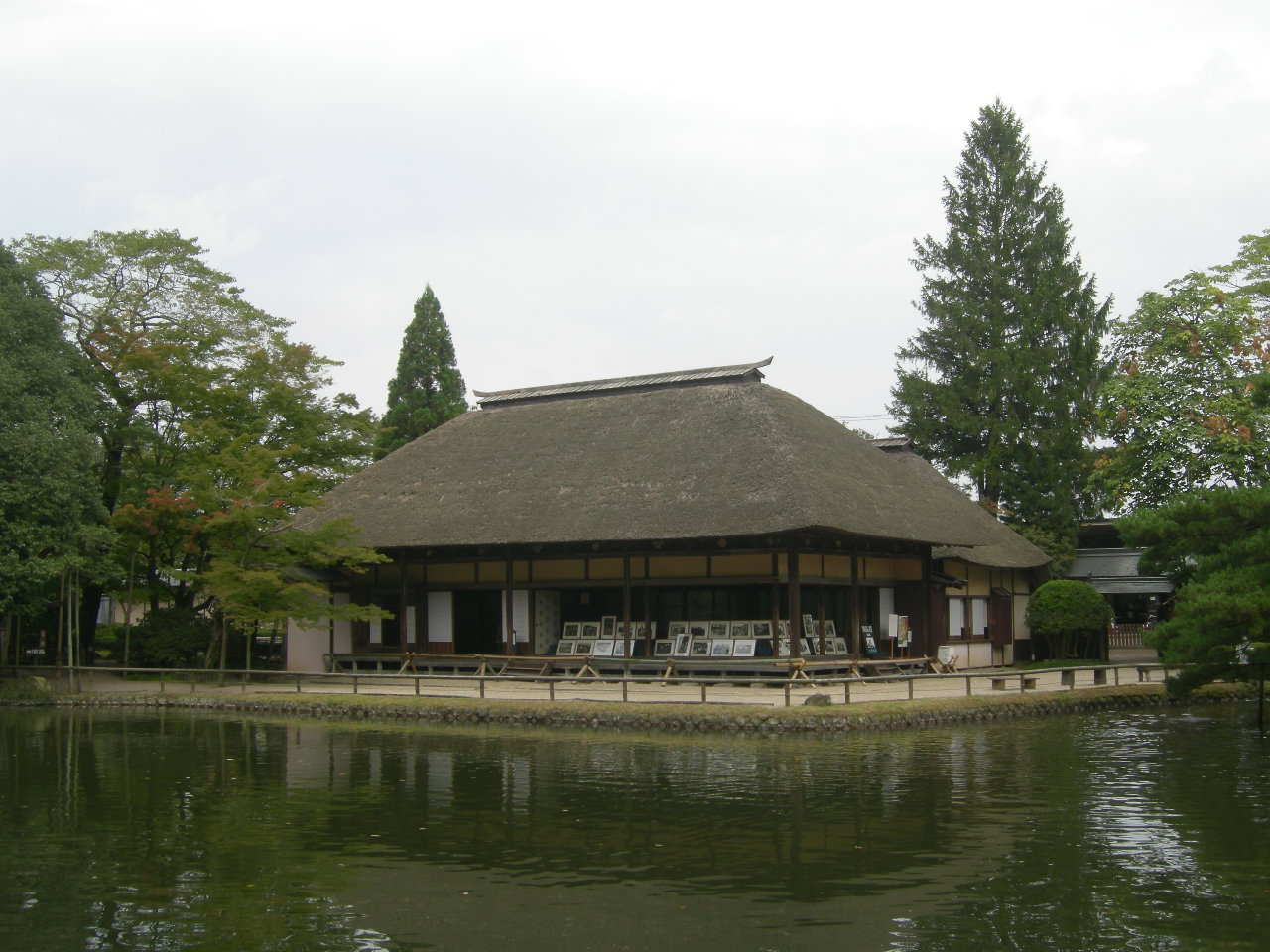
有備館と庭園（2008年10月撮影）

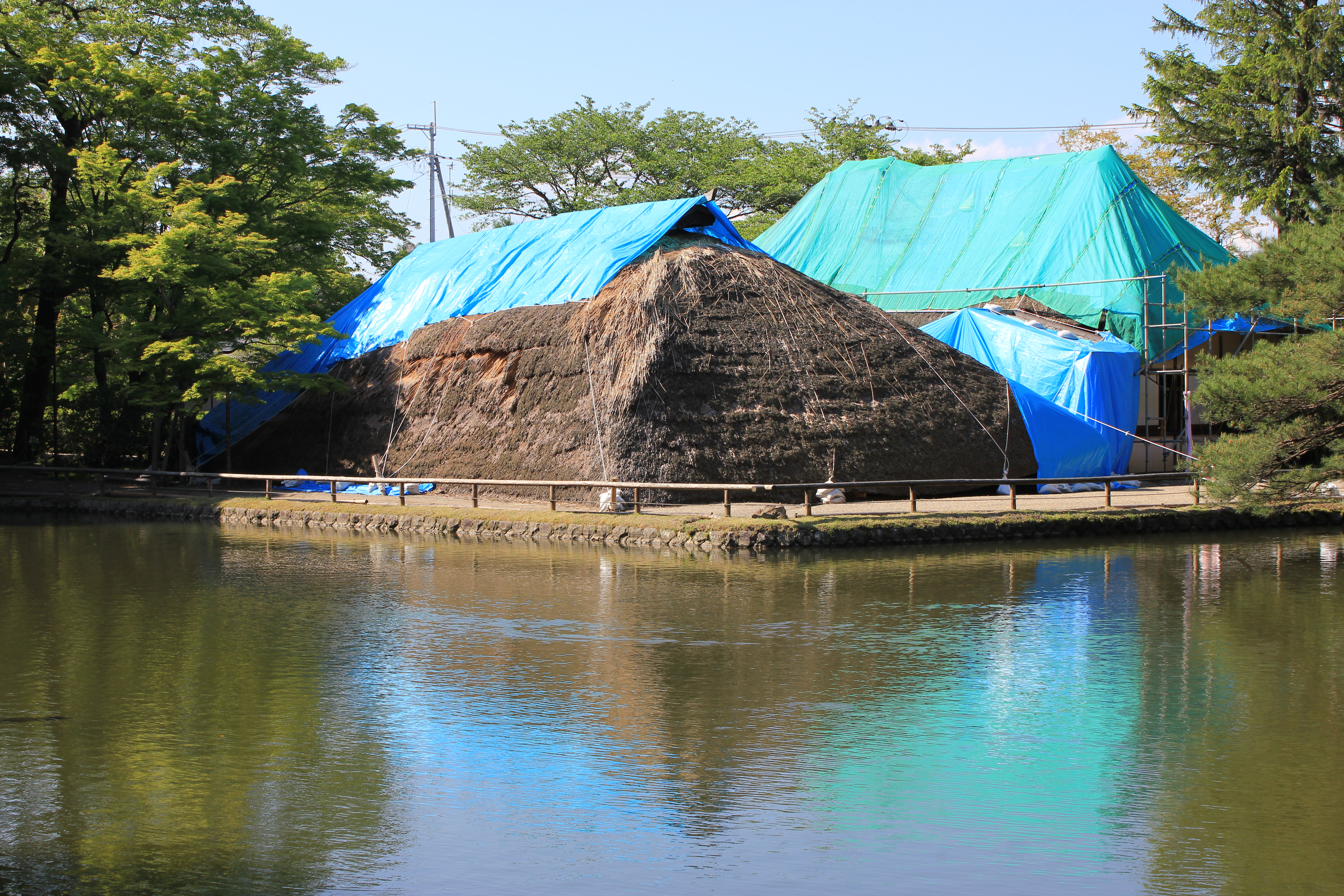
東日本大震災で倒壊した有備館主屋
（2011年06月撮影）

- 元禄4年（1691年）頃：伊達敏親（岩出山伊達氏第3代当主）により、学問所「春学館」の名で開設される。建物自体は、焼失した岩出山城二の丸の仮居館として伊達宗敏（岩出山伊達氏第2代）によって寛永9年（1633年）に建設されたものである。
- 元禄4年（1691年）：城の北麓にあたる現在地に移し、有備館と改称される。
- 正徳5年（1715年）頃：伊達村泰（岩出山伊達氏第4代）治世下で、有備館の周辺に茶人・清水道竿が設計した[2]回遊式池泉庭園が造園される[3]。
- 1933年（昭和8年）2月28日：史蹟名勝天然紀念物保存法（文化財保護法の前身の1つ）により、庭園と併せて「旧有備館および庭園」名義で、国の史蹟（史跡）および名勝に指定される[1]。
- 1970年（昭和45年）：伊達家の厚意により、有備館と庭園が岩出山町（現・大崎市）へ移管される[3]。
- 1972年（昭和47年）5月26日：国の史跡に追加指定があり、指定区域が拡大された[1]。
- 2008年（平成20年）6月14日：岩手・宮城内陸地震で被災する[注 1]。
- 2011年（平成23年）3月11日：東北地方太平洋沖地震[注 2]で主屋が倒壊し[3][注 3]、附属屋は壁や屋根に被害あり[3]。庭園は各所に地割れ・地盤沈下あり[3]。
- 2016年（平成28年）4月25日：災害復旧事業落成式が行われ、翌日より一般公開を再開[4]。

## 所在地
有備館の所在地名の変遷は以下のとおり。
- 江戸時代（藩政時代）：陸奥国玉造郡（たまつくりごおり）岩出山本郷。
- 明治元年（1869年）以降：陸前国玉造郡（たまつくりぐん）岩出山本郷。
- 1871年（明治4年）以降：一関県（→水沢県→磐井県）玉造郡岩出山本郷。
- 1872年（明治5年）以降：宮城県玉造郡岩出山本郷。
- 1889年（明治22年）以降：宮城県玉造郡岩出山町。
- 2006年（平成18年）以降：宮城県大崎市岩出山字上川原町（かみかわらまち）6番地[3]。

## 交通アクセス
鉄道
- 東日本旅客鉄道（JR東日本）陸羽東線
  - 有備館駅下車すぐ
  - 岩出山駅より、北西へ徒歩約13分

自動車
- 東北自動車道 古川ICで下り、国道47号を北西へ約15分

## 案内
- 開館時間：午前9時〜午後5時（最終入館午後4時30分）[3]
- 休館日：月曜日（祝日の場合は翌日）、年末年始（12月29日〜1月3日）
- 入館料：大人300円、高校生200円、小中学生150円、団体2割引き（20人以上）[3]

## 近隣の名所・旧跡等
- 岩出山
  - 中鉢美術館（刀剣美術館)：日本刀の源流が、東北地方であったことを突き止めた研究家・中鉢弘氏が、私費を投じて建設した、刀剣史を学べる貴重な展示館。また、日本で、正宗を常時展示している美術館は、この他に一箇所しかない。
  - 岩出山城址：伊達氏（岩出山伊達氏）居城。
  - 伊達家霊廟（岩出山伊達家霊廟）址：岩出山伊達氏の墓地がある。霊廟は1876年（明治9年）の大火によって焼失し、現在は歴代当主の墓石群が残る。
- 大堰（内川）：有備館沿いを流れる疏水で、2006年（平成18年）、「疏水百選」（農林水産省）の一つに選定されている[5]。